# Redhakhol
Redhakhol é uma cidade no distrito de Sambalpur, no estado indiano de Orissa.

## Demografia
Segundo o censo de 2001, Redhakhol tinha uma população de 13,722 habitantes. Os indivíduos do sexo masculino constituem 53% da população e os do sexo feminino 47%. Redhakhol tem uma taxa de literacia de 66%, superior à média nacional de 59.5%: a literacia no sexo masculino é de 76% e no sexo feminino é de 55%. Em Redhakhol, 14% da população está abaixo dos 6 anos de idade.